# اوندژی موراوتس
اوندژی موراوتس (چکی: Ondřej Moravec؛ زادهٔ ۹ ژوئن ۱۹۸۴) ورزشکار دوگانه اهل جمهوری چک است.
موراوتس در سال‌های ۲۰۰۶، ۲۰۱۰، ۲۰۱۴ و ۲۰۱۸ نماینده جمهوری چک بود. او در المپیک زمستانی ۲۰۱۴، دو مدال نقره در رشته‌های تعقیبی و امدادی مختلط (به همراه یاروسلاو سوکوپ، ورونیکا ویتکووا و گابریلا سوکالووا) و یک مدال برنز در استارت دسته‌جمعی کسب کرد. بهترین رتبه کلی او در جام جهانی تاکنون، ششم در فصل ۲۰۱۵–۲۰۱۴ بوده است. از سال ۲۰۲۴، او سرمربی تیم ملی بیاتلون مردان جمهوری چک است.